# Hoa Binh
Hoa Binh (vietnamita: Hoà Bình) é uma província do Vietnã.